# Memorias del subdesarrollo
Memórias do Subdesenvolvimento (no original em castelhano: Memorias del Subdesarrollo) é um filme cubano de 1968 de gênero
drama dirigido por Tomás Gutiérrez Alea e estrelado por Sergio Corrieri.

## Enredo
O filme narra de forma não-linear e descontinuada, a trajetória de Sergio, um intelectual burguês que assiste impassível a vitória de Fidel Castro na Revolução Cubana de 1959. Sua esposa Laura, decide fugir para Miami, enquanto ele opta por permanecer em Cuba.
Sergio não é um revolucionário, entretanto, do ponto de vista ideológico, não destoa tanto da retórica socialista, apesar de sua origem próspera. Se despede de seus parentes e amigos, rejeitando-os e procurando viver de forma isolada e introspectiva, enquanto tenta analisar de forma sociológica os fenômenos do subdesenvolvimento e seus reflexos na massa populacional.
Passado durante a crise dos mísseis, em meio a lembranças da infância e adolescência do protagonista, mesclando a narrativa com trechos de filmes comerciais com Brigitte Bardot, análises da dialética marxista, discursos e depoimentos, o filme disseca de forma nostálgica e crítica o ambiente da Havana pós-revolucionária. O autor do livro homônimo que inspirou o filme, Edmundo Desnoes, faz uma ponta em um debate no qual Sergio está na plateia.

## Elenco
- Sérgio Corrieri — Sergio
- Daisy Granados — Elena
- Eslinda Núñez — Noemi
- Omar Valdés — Pablo
- René de la Cruz
- Yolanda Farr
- Ofelia Gonzáles
- Jose Gil Abad
- Daniel Jordan
- Luis López
- Rafael Sóza